# シリキティヤー・ジェンセン
シリキティヤー・ジェンセン（タイ語:สิริกิติยา เจนเซน、英語:Sirikitiya Jensen, 1985年3月18日 - ）は、ウボンラット王女の第3子（二女）。ラーマ9世国王の孫娘。ラーマ10世国王の姪。
姉にプロイパイリンが、兄にプムがいる。日本語ではシリキティヤーとも表記される。

## 略歴
アメリカ合衆国サンディエゴで生まれる。幼名をクン・マイ（คุณใหม่）といったが、その後現在の名前をシリキット王妃より下賜される。2003年にサンディエゴのトーリー・パインズ高校（Torrey Pines High School）を卒業。現在、ニューヨーク大学に留学している。